# 2020년대 영화
다음은 2020년대 영화에 관한 정보이다. 2020년대 영화계의 사건과 경향에 대해 다룬다.

## 영화 목록
- 2020년 영화
- 2021년 영화
- 2022년 영화
- 2023년 영화
- 2024년 영화
- 2025년 영화
- 2026년 영화
- 2027년 영화
- 2028년 영화
- 2029년 영화

## 같이 보기
- 21세기 영화
- 2010년대 영화